# Helige kejsar Konstantins och kejsarinna Helenas kyrka, Ravnje
Helige kejsar Konstantins och kejsarinna Helenas kyrka (serbisk kyrilliska: Црква Светог цара Константина и царице Јелене; latinska: Crkva Svetog cara Konstantina i carice Jelene; kyrkslaviska: Це́рковь Свѧтого царѧ̀ Кѡнстантї́на и҆ цари́цы Є҆ле́ны) är en serbisk-ortodox kyrkobyggnad belägen i byn Ravnje i kommunen Sremska Mitrovica, i provinsen Vojvodina i norra Serbien.
Kyrkan är helgad åt den romerske kejsaren Konstantin den store och hans mor, Helena. Den tillhör Šabacs stift.

## Historik
Helige kejsar Konstantins och kejsarinna Helenas kyrka i Ravnje invigdes den 11 juni 2020.